# Bernardo Bertolucci
Bernardo Bertolucci (n. 16 martie 1941, Parma, Italia – d. 22 noiembrie 2018, Roma, Italia) a fost un regizor și scenarist de film italian.

## Filmografie

### Regizor
- 1962 La commare secca
- 1964 Before the Revolution (Prima della rivoluzione)
- 1965 La via del petrolio
- 1966 Il Canale
- 1966 Partner
- 1969 Amore e rabbia (episodul "il Fico Infruttuoso")
- 1971 L'Inchiesta film TV
- 1970 La strategia del ragno (The Spider's Stratagem)
- 1970 Conformistul (Il conformista)
- 1973 Ultimul tango la Paris (Ultimo tango a Parigi)
- 1976 1900 (Novecento)
- 1979 La Luna (Luna,
- 1981 La tragedia di un uomo ridicolo
- 1987 Ultimul împărat
- 1990 The Sheltering Sky
- 1993 Micul Buddha (Little Buddha)
- 1996 Stealing Beauty (Io ballo da sola)
- 1998 Besieged
- 2002 Ten Minutes Older: The Cello
- 2003 The Dreamers

## Distincții
- 1997—premiul Leopardul de aur